# حسن همایون
حسن همایون (متولد ۱۳۶۱) شاعر، داستان‌نویس و روزنامه‌نگار ایرانی است.برف تا کمر در تاریکی نشسته و آشویتس خصوصی من دفترهای شعر او هستند. آثار ادبی و روزنامه‌نگاری او برنده جایزه‌هایی از جمله جایزه شعر خبرنگاران، جشنواره ادبی مجله تجربه، جایزه شعر احمد شاملو، جشنواره کتاب و رسانه و True Story Award (جایزه داستان واقعی) شده‌است.

## زندگی‌نامه
حسن همایون آذرماه ۱۳۶۱ در مرودشت به دنیا آمد. او از اوئل دهه هشتاد خورشیدی با مجامع ادبی زادگاهش در ارتباط بود و کار نوشتن و خلق ادبی را به‌طور جدی با پیوستن به انجمن شعر جوان مرودشت در سال ۱۳۸۱ آغاز کرد.

### فعالیت روزنامه‌نگاری
حسن همایون، از اوائل دهه هشتاد کار روزنامه‌نگاری را در نشریه‌های محلی مرودشت آغاز کرد. از تابستان ۱۳۸۵ خبرنگار بخش فرهنگ خبرگزاری دانشجویان ایران شد. تا سال ۱۳۹۲ در خبرگزاری ایسنا کار کرد. در بیش از یک دهه فعالیت روزنامه‌نگاری عضو تحریریه روزنامه‌های آسمان، مردم امروز، اعتماد، ابتکار، شرق بوده‌است. همچنین به عنوان عضو تحریریه مجله‌های آسمان، صدا، مهرنامه و تجربه دربارهٔ ادبیات، تاریخ مطبوعات و سانسور قلم زده‌است.
همچنین این روزنامه‌نگار مقاله‌ها و گزارش‌ها و گفتگوهایی را در نشریه‌های ایران، روزگار، بهار، نافه، شوکران، وازنا، انگار و… منتشر کرده‌است. او همچنین قریب یک سال دبیر تحریریه خبرگزاری کتاب ایران (ایبنا) بود. . عمده حوزه علاقه و توجه این روزنامه‌نگار و نویسنده ادبیات و سانسور است.
این روزنامه‌نگار با وزرای ارشاد و معاون‌های آن‌ها در ده سال گذشته دربارهٔ سانسور گفتگوهای متعددی را انجام داده‌است. همچنین با انتشار گزارشی دربارهٔ بازار سیاه کتاب در ایران با عنوان کاسبان سانسور به در رقابت جهانی روزنامه‌نگاری مورد تقدیر قرار گرفت. طی پانزده سال روزنامه‌نگاری با تجربه توقیف دو روزنامه آسمان، مردم امروز روبرو شد که عضو تحریریه این دو روزنامه و از گزارشگران ادبی این نشریه‌ها بود.

### تحصیلات
این نویسنده هم‌اکنون دانشجوی فلسفه سیاسی در دانشگاه علامه طباطبایی است.کارشناسی مدیریت روابط عمومی از دانشکده خبر دارد و همچنین دوره یک ساله روزنامه‌نگاری را در دفتر مطالعات و برنامه‌ریزی رسانه‌ها در کلاس درس بهمن جلالی، حسین قندی، فریدون صدیقی گذرانده‌است. او پیشتر در مقطع کاردانی در رشته علوم اجتماعی تحصیل کرده‌است.

### شاعری
برف تا کمر در تاریکی نشسته نخستین مجموعه شعر مستقل این شاعر است. این کتاب در برگیرندهٔ پنجاه شعر بلند است؛ شعرهای این کتاب فقط کشف محور نیستند و در چند کلمهٔ روزمره خلاصه نمی‌شوند، همچنین ساختار دراماتیک اعم از روایی، اپیزودیک دارند. این کتاب در دو فصل «علیه تهران» و «اعتراف‌ها» تدوین شده‌است. «چهارشنبه‌ها»، «خاطرهٔ تاریک رفتن را از یاد نمی‌بریم»، «پیشانی مردها سال‌هاست در فکر غرق شده!»، «شعر شیراز»، «بالکن»، «عینِ عین …»، «هیچ چیز نمی‌چرخد»، «زن‌ها برای همیشه از تاریخ کوچ می‌کنند»، «سربازها – سپیدارها»، «درخت»، «سه اپیزود درهم بافته از طناب»، «روزهای تهران»، «یک روایت مخدوش»، «تنهایی خرس قهوه‌ای‌ست»، «آشغال‌ها»، «استعاره»، «به اپیزودی که بر نمی‌گردد»، «ده اپیزود نوستالژیک از زندگی شاعری که رومانتیک بود» و… عنوان تعدادی از شعرهای این مجموعه است.
آشویتس خصوصی من دومین مجموعه شعر مستقل حسن همایون است. «آشویتس خصوصی من» در سه فصل «شکنجه‌شده‌ها»، «عاشقانه‌هایی ناتمام برای آنا» و «خرده‌روایت‌هایی از هراس و انزوا» تدوین شده‌است.

## جایزه‌ها و افتخارات
- «برگزیده سومین دوره جایزه شعر احمد شاملو» برای کتاب آشویتس خصوصی من شد.[۲۹][۳۰] مراد فرهادپور، محمدرضا اصلانی، ضیاء موحد، هوشنگ چالنگی و احمد پوری داوری مرحله نهایی این جایزه را بر عهده داشتند.

در بخشی از بیانیهٔ هیئت داوران سومین جایزه شعر احمد شاملو آمده بود: «اگرچه لزوماً هدف نهایی در انتخاب برگزیدگان، به صورت تام در نظر داشتن رویکردهای اجتماعی و توجه به انسان و مسائل پیچیده او در اجتماع که از ویژگی‌های شعر شاملوست نبوده، اما وجود نسبتی از حساسیت‌های اجتماعی و بغرنجی‌های جاری در زندگی انسان امروز، مدنظر داوران این مرحله قرار گرفت. توجه به شورمندی و حضور «آنِ» شاعرانه - حضور و تلفیق عناصری چون تخیل و شهود و اندیشه به همراه زبان آوری - تصاویر بکر، پیوند با تفکر فلسفی، تاریخ و اسطوره، وجود مشی فکری و اندیشه‌ورزی، حساسیت به مسائل اجتماعی و مختصات زندگی انسان معاصر به دور از احساساتی گری و رویکرد پند و اندرزگونه، از دیگر معیارهای داوران این مرحله بوده‌است.»
- «تقدیر شده در جایزه شعر خبرنگاران» برای کتاب آشویتس خصوصی من معرفی شد.[۳۲]
- «برگزیده عنوان کتاب سال ۱۳۹۶ در جشنواره مجله تجربه» برای کتاب آشویتس خصوصی من معرفی شد.[۳۳][۳۴]
- «برگزیده جایزه شعر خبرنگاران» با کتاب برف تا کمر در تاریکی نشسته معرفی شد.[۳۵][۳۶]
- «برگزیده جشنواره ادبی مجله تجربه» برای کتاب برف تا کمر در تاریکی نشسته معرفی شد. این اثر به عنوان کتاب سال شعر ۱۳۹۲ انتخاب شد.[۳۷]
- «تقدیر در جایزه داستان واقعی» علیرضا غلامی به همراه حسن همایون برای نوشتن گزارشی با عنوان کاسبان سانسور نامزد جایزه جهانی داستان واقعی (True Story Award) شدند که در شهر برن سوئیس اهداء می‌شود. آن‌ها در این گزارش که در مجله تجربه منتشر شده بود به رو در رویی نشر قانونی و نشر غیرقانونی در ایران پرداخت بودند [۳۸][۳۹][۴۰] بخش عمده‌ای از این گزارش همچنین به سهم سانسور در شکل‌گیری و گسترش قاچاق کتاب اختصاص دارد.
- «برگزیده جشنواره کتاب و رسانه» برای گزارش «زن‌ها علیه استبداد» منتشر شده در مجله صدا معرفی شد.[۴۱]

## نقد آثار و نظر دیگران
بر کتاب‌های حسن همایون نقدهایی متعددی در رسانه‌های چاپی و آن‌لاین منتشر شده‌است و گفتگوهایی با او انجام شده‌است. شمس لنگرودی، هرمز علی‌پور، سیما داد، شاپور پساوند و… از چهره‌های پیش‌کسوت هستند که دربارهٔ شعرهای او اظهار نظر کردند.
- شمس لنگرودی در نقدی منتشر شده در مجله تجربه دربارهٔ «برف تا کمر در تاریکی نشسته» نوشت: تهور، جزء اجتناب‌ناپذیر خلاقیت است، اما نه هر خلاقیتی غریب است و نه هر غریب‌نمایی امری خلاق. هر اثر وقتی هنر و خلاقانه به‌شمار می‌رود که از عمق و گستردگی معنا و خیال برخوردار باشد و گرنه هذیانی است بی پیکر. در شعر حسن همایون من چنین تهوری را می‌بینم. البته این سخن به این معنا نیست که من همهٔ شعرهایش را دوست دارم، بلکه بدین معناست که در رویکرد و سخنش شعر می‌بینم. حسن همایون شاعری است که معنی مکانیسم شکل‌گیری شعر را دریافته است و می‌رود که چهرهٔ متشخص خود را بسازد.[۴۳]
- سیما داد استاد دانشگاه در آمریکایی شمالی همچنین در بخشی از نقدش در روزنامه اعتماد آورده‌است: کشمکش درون‌مایهٔ مسلط شعرهای حسن همایون است که در تمام عناصر مجموعه از عنوان کتاب، تا تصاویر و بازی‌های زبانی جریان دارد و موجب تحرک و حرکت آن (پویایی) می‌شود. دو تصویر «برف» و «تاریکی» در عنوان کتاب از همان ابتدا فضایی از ستیز درونی به خواننده منتقل می‌کند که با عناوین دو بخش این مجموعه یعنی «علیه تهران» و «اعتراف‌ها» مصداق بیرونی و عینی می‌یابد تا هر دو ستیز را نه در فضای ذهنی محض بلکه در پس زمینهٔ شرایط اجتماعی – تاریخی تصویر کند. این حساسیت بیرونی اما به جای آن‌که موجب واکنشی عملی شود به نوعی تسلیم درون‌گرایانه می‌انجامد که البته در عین بی‌عملی سرشار از انرژی است و موجب بر انگیختگی در خواننده می‌شود و این هم به سبب تصاویر این تسلیم ناگزیراست و هم به سبب شرایطی که این تسلیم ناگزیر را پدیدمی‌آورد. در حالی که دو تصویر کاملاً متضاد سفیدی (برف) و سیاهی (تاریکی) در عنوان مجموعه ما را به صحنه پر تلاطم ذهن شاعر می‌کشاند، عنوان شعار گونهٔ «علیه‌ی» و «تهران» دامنهٔ این تلاطم را به ساحت زندگی عینی و برگرفته از آن تسری می‌دهد و با انتخاب عنوان ایهامی «اعتراف» و بار مذهبی – سیاسی آن (در آیین مسیحیت و در مفهوم آشنای آن در عرصهٔ سیاسی امروز ایران) برای بخش دوم مجموعه، این دو ساحت با یکدیگر پیوند می‌یابد.[۴۴]